# Sara Fuchs
Sara Sugandika Fuchs (* 1993) ist eine deutsche Schauspielerin und Psychologin.

## Leben und Schaffen
Sara Fuchs absolvierte von 2017 bis 2020 eine Schauspielausbildung an der Film Acting School Cologne in Köln. An der Universität Maastricht studierte sie 2015 bis 2021 Psychologie (M.Sc.).
Im Zeitraum 2019 bis 2021 war Fuchs am Metropol Theater Köln als Schauspielerin unter anderem für die Stücke Pinocchio und Lagerfeuergeschichten tätig.
Von Ende September 2021 bis April 2022 war sie in der RTL-Soap Gute Zeiten, schlechte Zeiten als Miriam Behnke zu sehen, wodurch sie deutschlandweit Bekanntheit erlangte.
Fuchs spricht mehrere Sprachen, darunter englisch, niederländisch und singhalesisch. Ihre Mutter stammt aus Sri Lanka, ihr Vater ist Deutscher.

## Filmografie (Auswahl)
- 2023: Eine Million Minuten (Kino)
- 2022: WRONG – unzensiert, Staffel 2
- 2021–2022: Gute Zeiten, schlechte Zeiten (Folgen: 7353–7500)
- 2024: Eine Million Minuten